# 路一麟
路一麟（16世紀—17世紀），字應治，號養虛，北直隸真定府赵州柏鄉縣人，明朝政治人物。

## 生平
路一麟是萬曆十六年（1588年）舉人，十七年（1589年）聯捷進士，獲授安邑知縣，補任淮陽運判，革除舊例徵收萬餘金，商人感激他而在廣陵建生祠；轉任靈石知縣，疏通汾水，灌溉數千頃農田，救活不少人民，又留心教育，在他任內靈石人終於再次有士子中舉人。
萬曆二十八年（1600年）路一麟負責山西鄉試分房得人，到三十五年（1607年）陞南京刑部郎中，很快北調；三十九年（1611年）以郎中到河南恤刑，清點疑獄一百十多條。四十一年（1613年）他擢官山東兗東道參議，兩年後請求退休；路一麟為政清廉，所到之處人皆稱頌，家居時溫恭長厚，有婁師德的遺風。乘肩輿時，他曾遇上權貴悍僕驅車撞碎，他卻徐徐整理衣服，不與計較，是如此寬恕他人。

## 家族
曾祖路宗仁。父路啓東。

## 引用
1. 1 2  民國《柏鄉縣志·卷六》：路一麟，字應治，號養虛，萬歷戊子舉人，己丑聯捷。初授山西安邑令，補淮陽運判，革舊例萬餘金，商人感德建生祠於廣陵；遷靈石令，疏汾水灌田數千頃，全活甚眾，尤加意學校，靈人二百年不開科，至是始與榜。庚子分房晉闈稱得人，丁未陞南京刑曹，尋北調；辛亥以郎中恤刑中州，出疑獄百十餘條。癸丑擢兗東參政，蒞任兩載乞休；麟居官清白，所至人皆頌之，處里閑尤溫恭長厚，有婁納言風。嘗乘肩輿，為勢家悍僕驅車撞碎，麟徐整衣出不與較，其含容類如此。
2. ↑  《萬曆十七年己丑科進士履歷》：路一麟，养虚，礼记房，癸丑正月十七日生。柏乡县人，戊子鄉試，三甲六十名。通政司政，六月授山西安邑知县，癸巳降調，甲午降两浙運司知事，丁酉補两淮運司知事，升灵石知县，甲辰升刑部主事，丁未補刑部浙江司主事，庚戌升郎中，本年差河南恤刑，癸丑升山东参议，甲寅降。